# 김슬기 천재
《김슬기 천재》는 2019년 5월 17일부터 2019년 7월 19일까지 JTBC에서 방송된 웹드라마이다.

## 등장 인물
- 정성호 : 도성구 역
- 박수영 : 송관지 역
- 영재 : 천차돌 역
- 문희 : 김연섭 역